# ابن الصابوني الإشبيلي
أبو بكر محمّد بن أبي العبّاس أحمد بن محمّد الصابوني الصدفي الإشبيلي (؟ - عقد 1230 م/ 630 هـ) شاعر أندلسي من أهل القرن الثاني عشر الميلادي/ السادس الهجري. ولد في إشبيلية. قصد المشرق ومدح سلطان إفريقية، ثم رحل إلى مصر. توفي في طريقه من الإسكندرية إلى القاهرة. له أشعار وموشحات مذكورة في كتب الأدب والتراجم، وله «معرفة الفرق بين الضاد والظاء» خصّه بذكر نظائر الضاد والظاء في العربية.

## سيرته
هو أبو بكر محمّد بن أبي العبّاس أحمد بن محمّد الصابوني الصدفي الإشبيلي. من أهل إشبيلية، روى عن أبو الحسن الدباج، وأبو الحسين بن زرقون، وأبو علي بن الشلوبين. اتصل أبو بكر بن الصابوني برجال الدولتين الموحّدية والحفصية. تقدمت مكانتُه عند تاسع سلاطين الموحدين أبو العلاء إدريس بن يعقوب الملقب بالمأمون الموحدي. ثم قصد سلطان إفريقية أبا زكريا يحيى الأول، مؤسس الدولة الحفصية وأول سلاطينها، فلقيَه في مليانه ومدحه بقصيدة مطلعها:
ثم عزم على الرحلة إلى المشرق، فلمّا وَصَل إلى مصر لم يَجِد مَن قَدَرَهُ، وعاجلتهُ مَنِيَّتُه، فمات في الإسكندرية قبل سنة 638 هـ/ 1241 م، أو في طريقه بين القاهرة والإسكندرية سنة 634 هـ/ 1237 م.

## أدبه
يبدو أن ابن الصابوني لم يكن سليم الأعصاب، بل كان مريضًا. فقد كان ضيّق الصدر شديد الانحرافِ عن المسلك الاجتماعي السَوِيّ، سيئ التصرف. لقبّه أستاذه أبو علي الشلوبين باسم «الحمار» من أجل ذلك كله، وكان هو يقلق منه ويكرَهُه. قال عن شعره عمر فروخ: «أما في الشعر فكان جيّد المعاني متينَ السبك جَزلَ القول. وفنونه المدح والهجاء والرثاء والحماسةُ والوصف والغزل والحكمة. وله موشّحات أيضًا ثم هو شاعرٌ مجيدٌ مشهورٌ، ولكنّ تطرُّفه في الإعجاب بنفسه، وقد ورث ذلك عن أبيه، قد كَسَبَه عداوات كثيرة وألقى ستارًا على شهرته». وله من المؤلفات «معرفة الفرق بين الضاد والظاء».
قال عنه ابن الأبار القضاعي: «ذهبت البدائع  بذهابه، وختمت الأندلس شعراءها به،.. ».
من شعره في الحماسة:

## وصلات خارجية
- في بوابة الشعراء